# Легница
Легни́ца (пол. Legnicaо файле [lɛɡˈɲit͡sa], сил. Ligńica), Лигни́ц (нем. Liegnitz) — город на правах повята в Нижнесилезском воеводстве в Западной Польше.
Население — 97 647 (2020).

## История
Древний польский город (1149 год). Одна из столиц Силезского княжества первой польской княжеской и королевской династии Пястов. После поражения от монголов войск силезского князя Генриха II Благочестивого (сын Св. Ядвиги и Генриха I) в битве на Легницком (Добром) поле (нем. Вальштатская битва) и гибели самого князя 9 апреля 1241 года город был осаждён монголами, но не сдался, став последней точкой продвижения войск Батыя на Запад. В 1248 году стал столицей независимого Легницкого княжества.
С 1352 года город имел монетную регалию. Сильно пострадал от Гуситских войн, Тридцатилетней войны и чумы 1633 года, когда его население сократилось до 2,5 тыс. человек.
После пресечения Легницкой ветви Пястов со смертью 15-летнего князя Георга-Вильгельма I в 1675 году отошёл к Австрии и стал называться Лигниц. В результате Первой Силезской войны Пруссии и Австрии с 1742 года принадлежал Пруссии.
Во время Семилетней войны здесь произошло сражение при Лигнице 15 августа 1760 года, в ходе которого прусский король Фридрих II, несмотря на сложность своей диспозиции, нанёс поражение австрийцам.
В августе 1813 года неподалёку от Лигница произошло Сражение на реке Кацбах (современное польское название этой речки — Качава, польск. Kaczawa), в котором союзники под командованием прусского генерала Блюхера (Силезская армия) разгромили французов под командованием Макдональда (Боберская армия).
Лигниц до 1919-го и с 1938-го по 1941 год принадлежал прусской провинции Силезия, а с 1919-го по 1938-й и с 1941-го по 1945 год — прусской провинции Нижняя Силезия.
Вследствие Второй мировой войны Лигниц перешёл к Польше и был переименован в Легницу. Немецкое население почти полностью было выселено в Германию. Новые переселенцы, в свою очередь, прибыли из восточных районов Польши, чья территория была включена в состав Советской Украины и Белоруссии.
С 1945 по 1984 год в Легнице дислоцировался штаб Северной Группы Войск (СГВ) СССР (польское название — Północna Grupa Wojsk Armii Radzieckiej, PGWAR) на территории Польши (первым командующим СГВ был маршал К. К. Рокоссовский), а также Управление 4-й воздушной армии ВГК(он), затем с 1984 года по 1991 год — Главное командование войск Западного направления (ГК ЗН), осуществлявшее командование ЗГВ; СГВ; ЦГВ; БВО; ПрикВО ВС СССР.
В Польше Легницу называли «Маленькой Москвой» (Mała Moskwa). В 2008 году в Польше был снят фильм с таким названием о несчастной любви жены советского офицера и офицера Войска Польского, получивший множество наград. Однако соответствие этого фильма и реальности весьма отдалённое. Такое же название носит книга польского историка Войцеха Кондуша — «Mała Moskwa. Rzecz o radzieckiej Legnicy» («Маленькая Москва. Дело о советской Легнице») Архивная копия от 22 февраля 2012 на Wayback Machine, в которой достаточно подробно, но с опорой исключительно на польские источники, рассматривается история советского гарнизона в Легнице.

## Города-побратимы
- Вупперталь, Германия
- Дрогобыч, Украина
- Бланско, Чехия
- Роан, Франция
- Оренбург, Россия

## Галерея

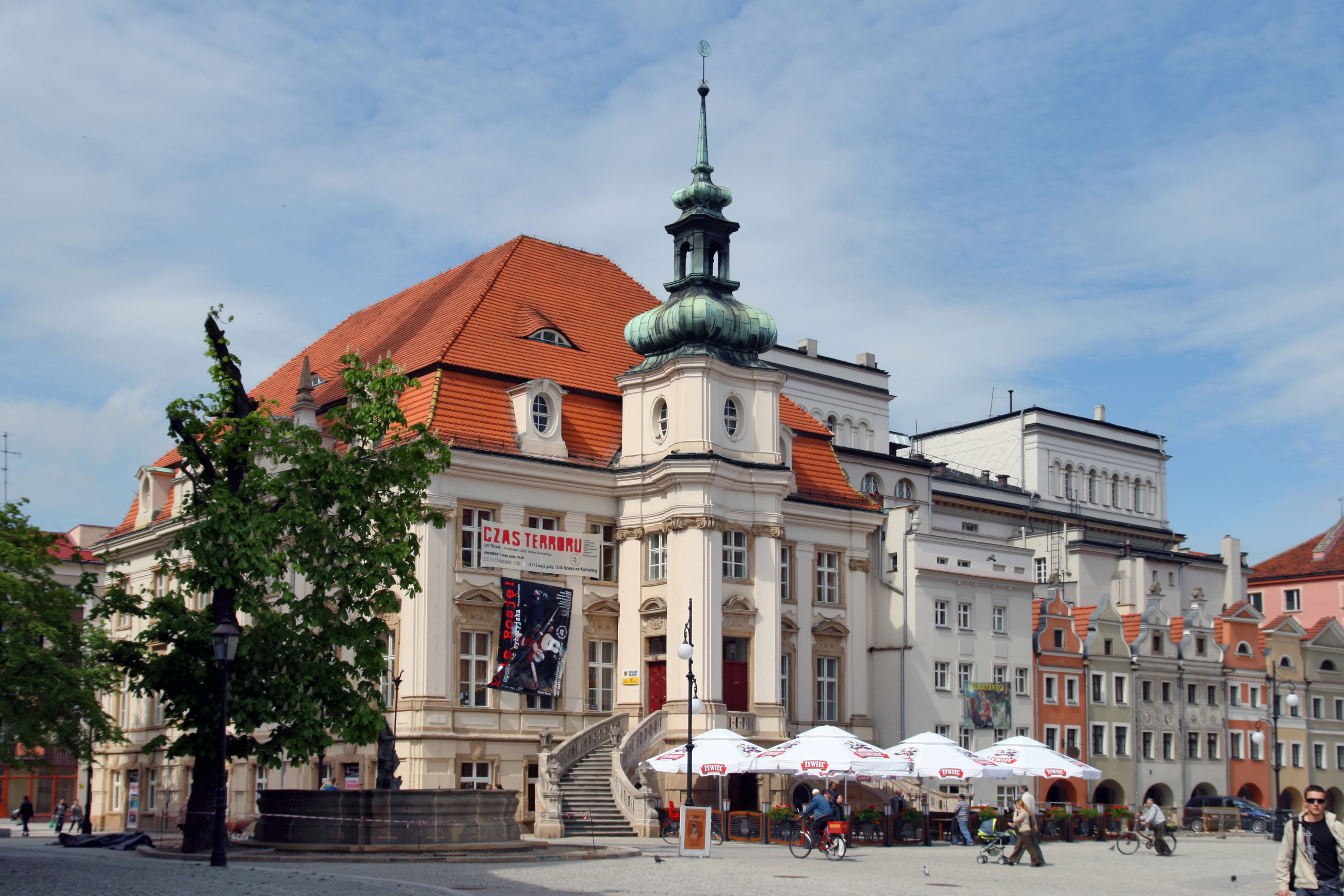
Рыночная площадь и старая ратуша
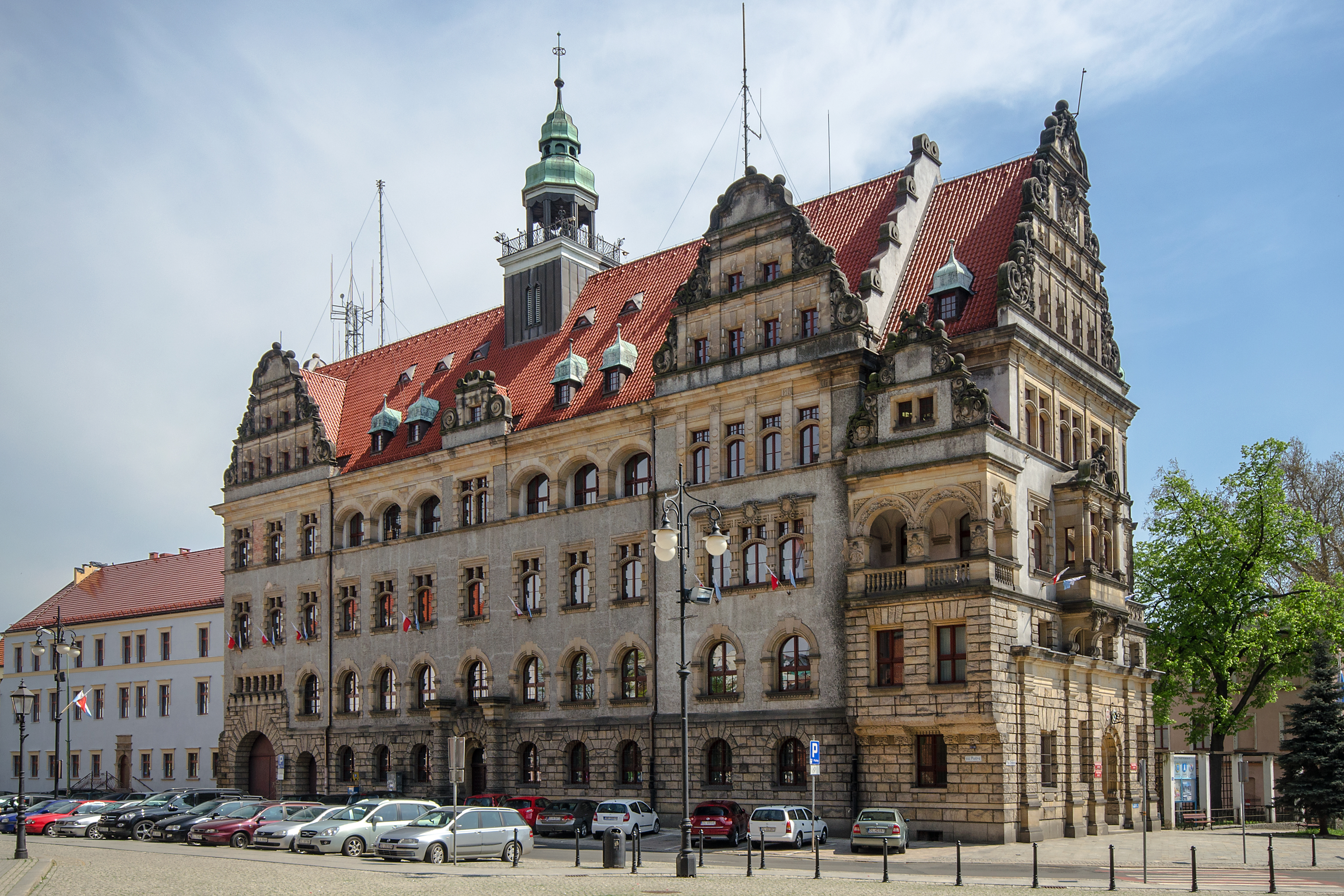
Новая ратуша
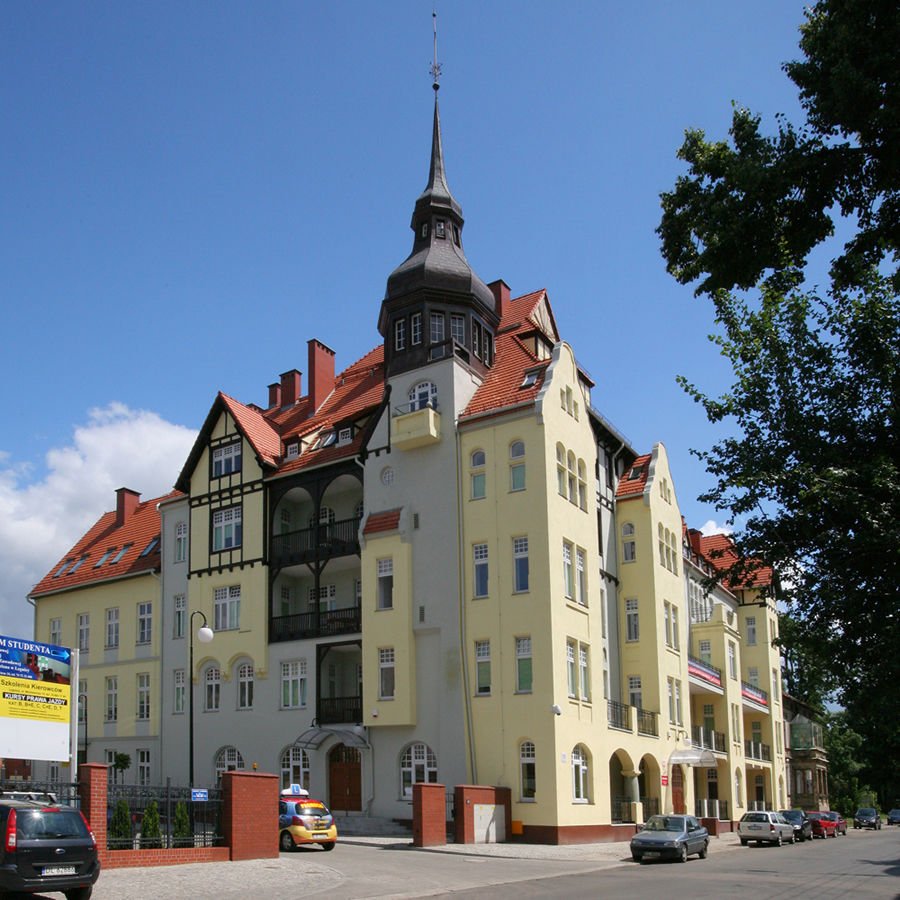
Старинный дом
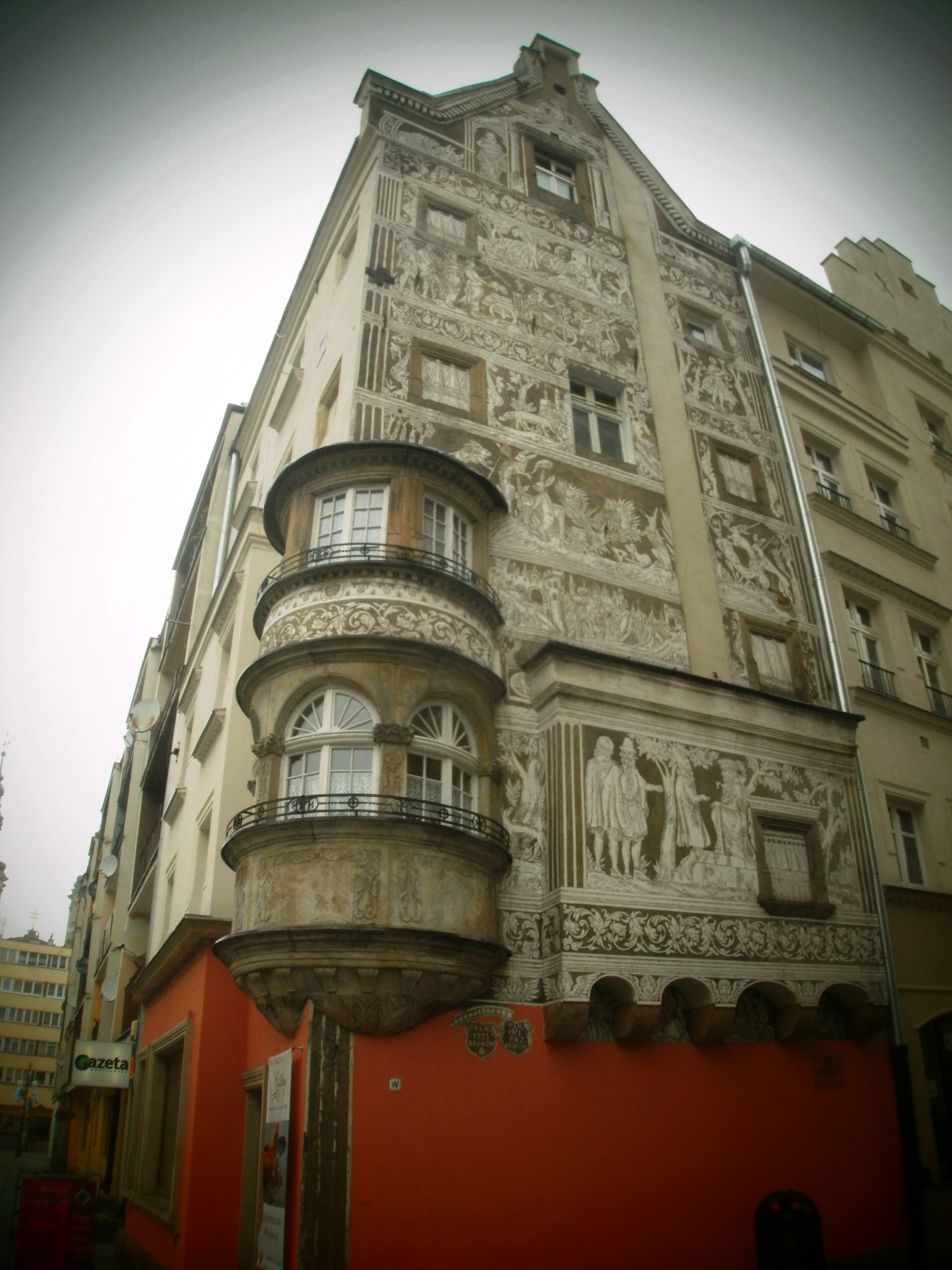
Старинный дом с орнаментом
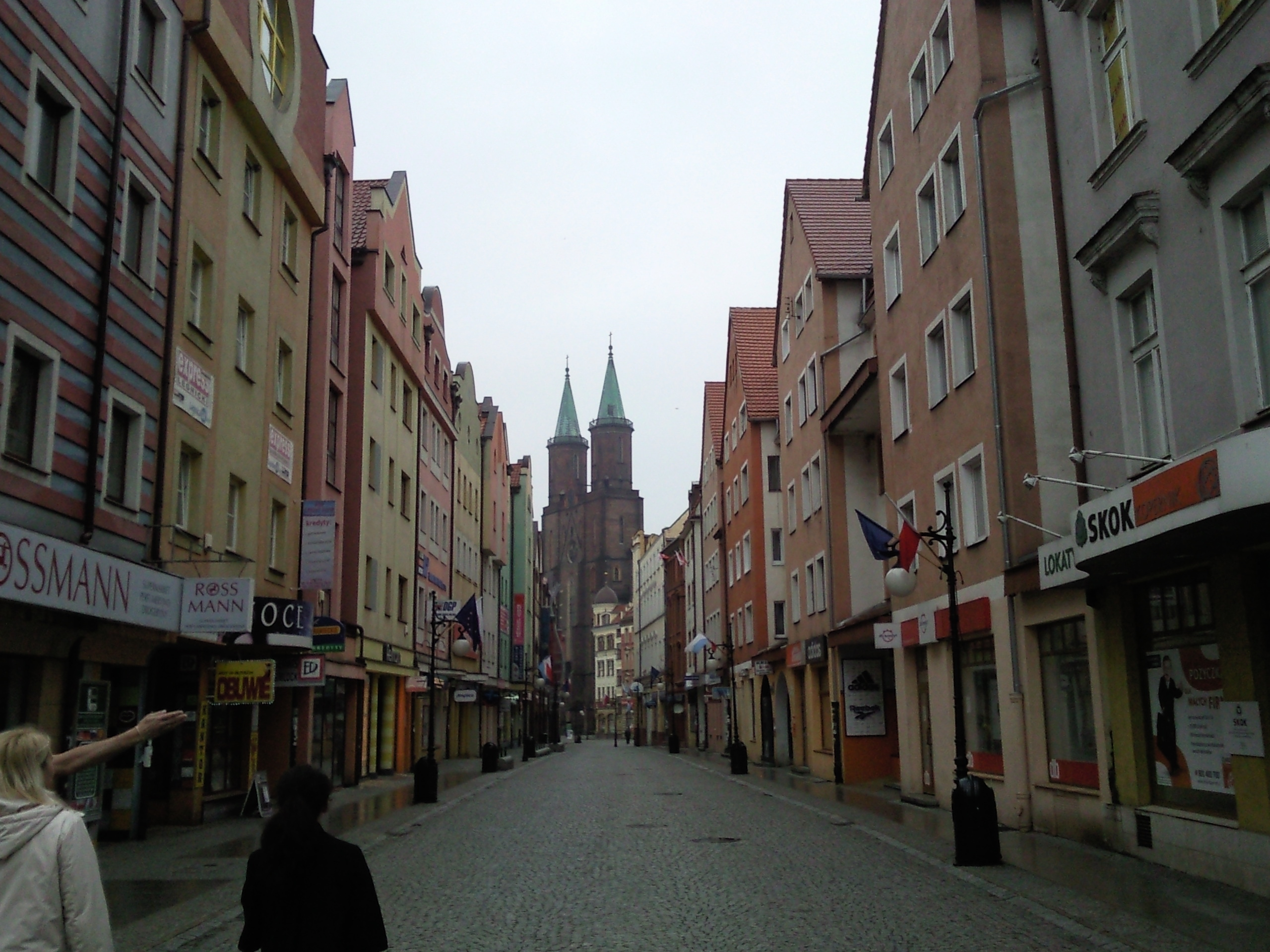
Улица
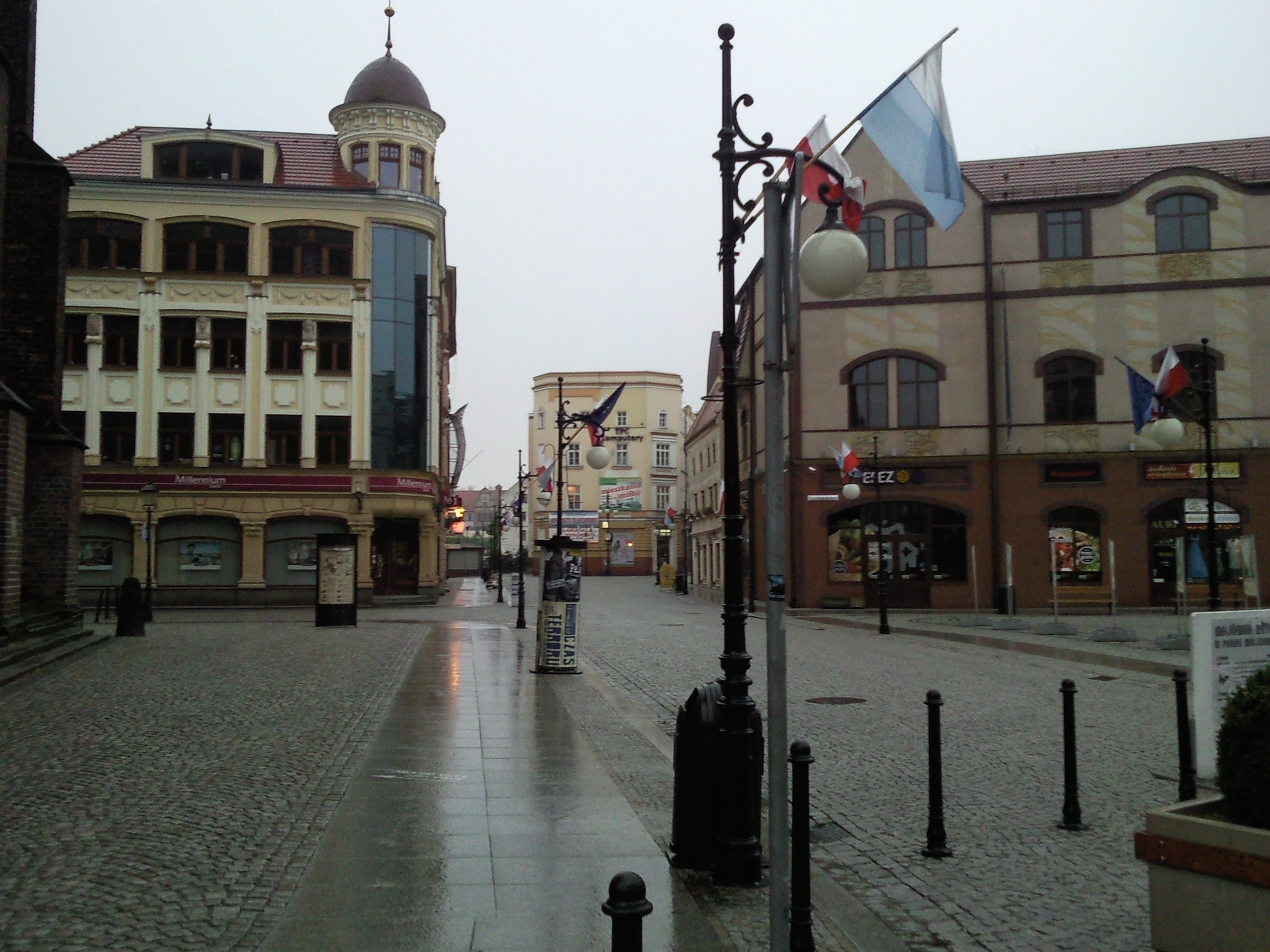
Площадь
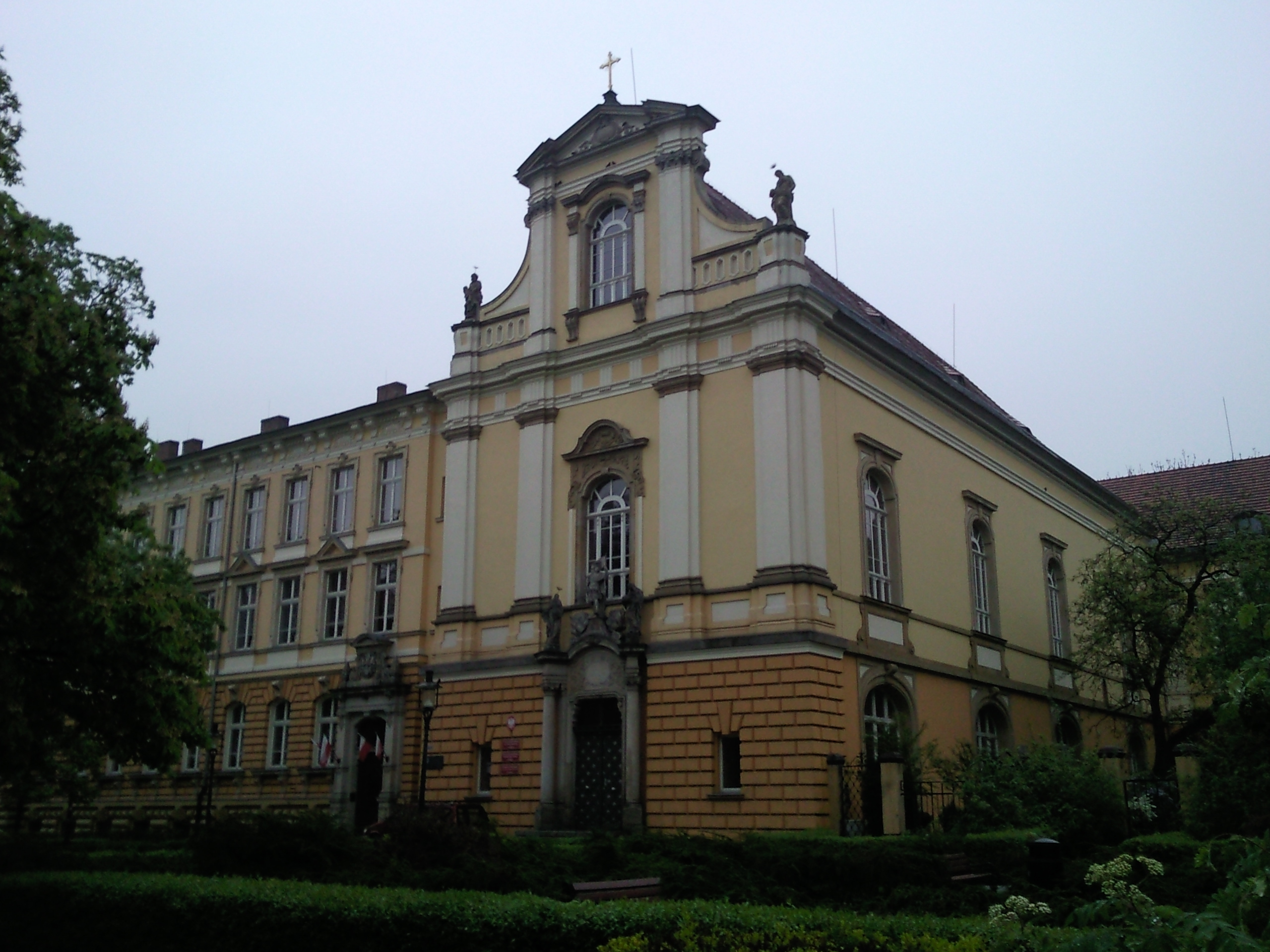
Здание
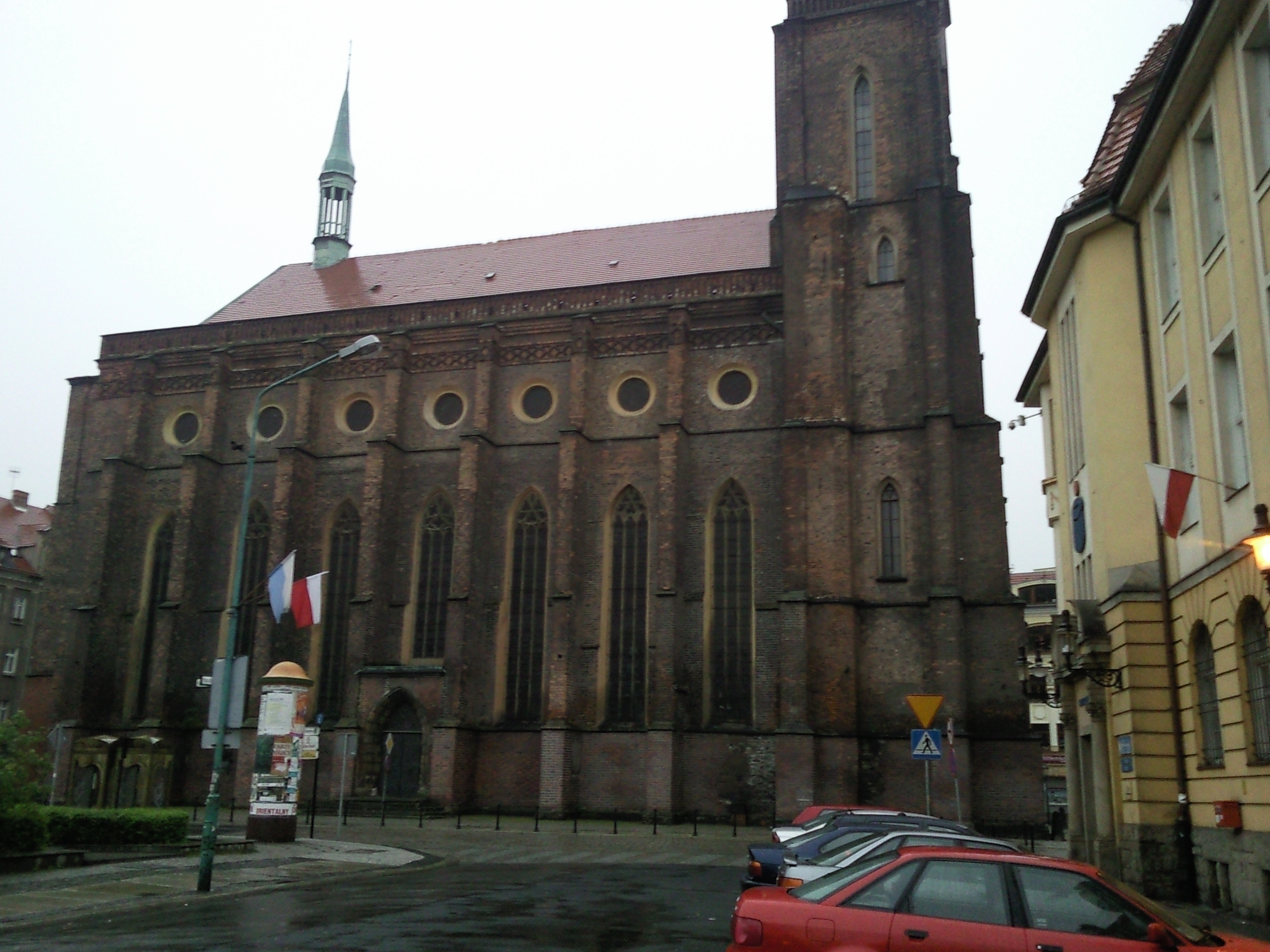
Костёл
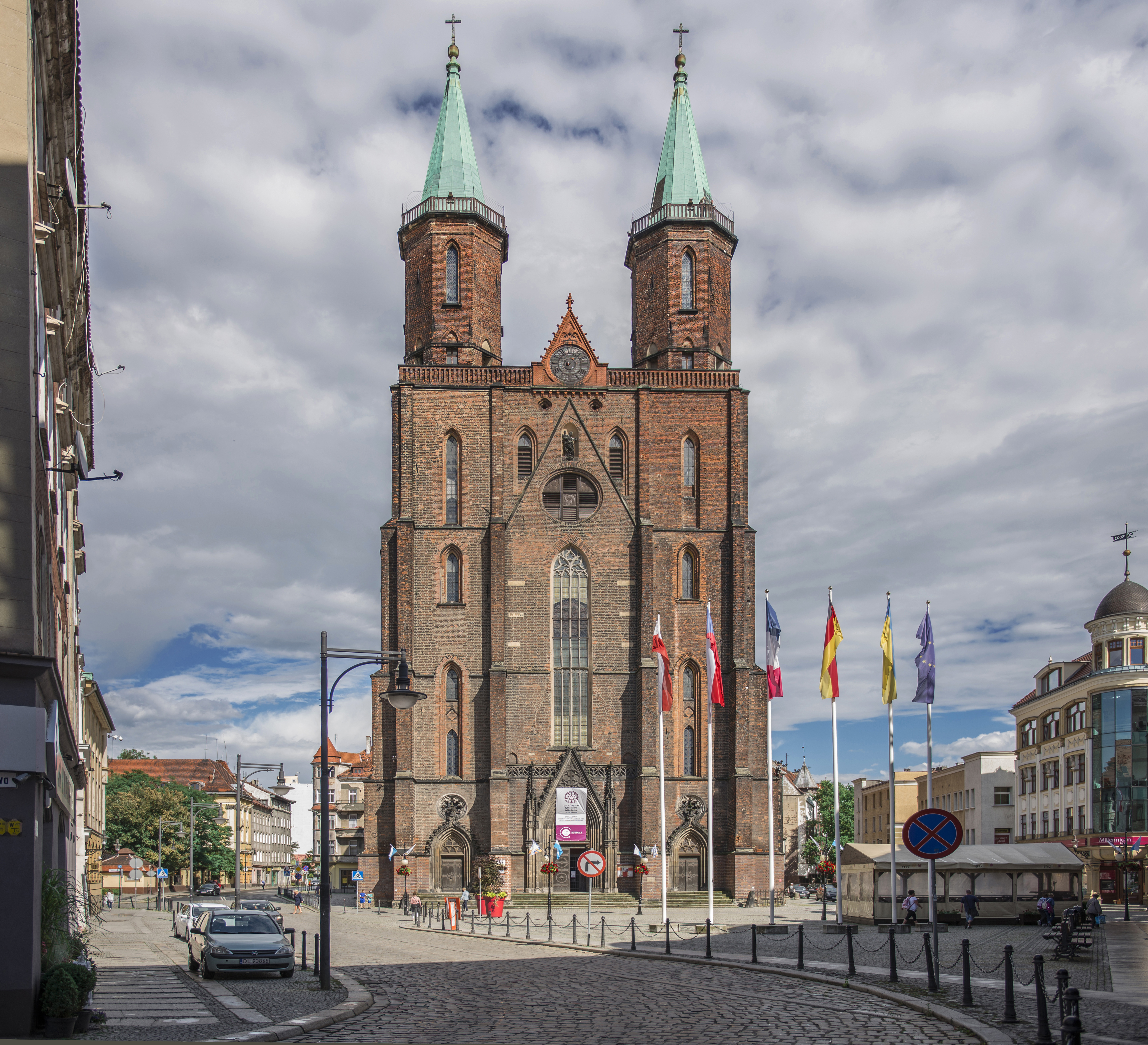
Костёл
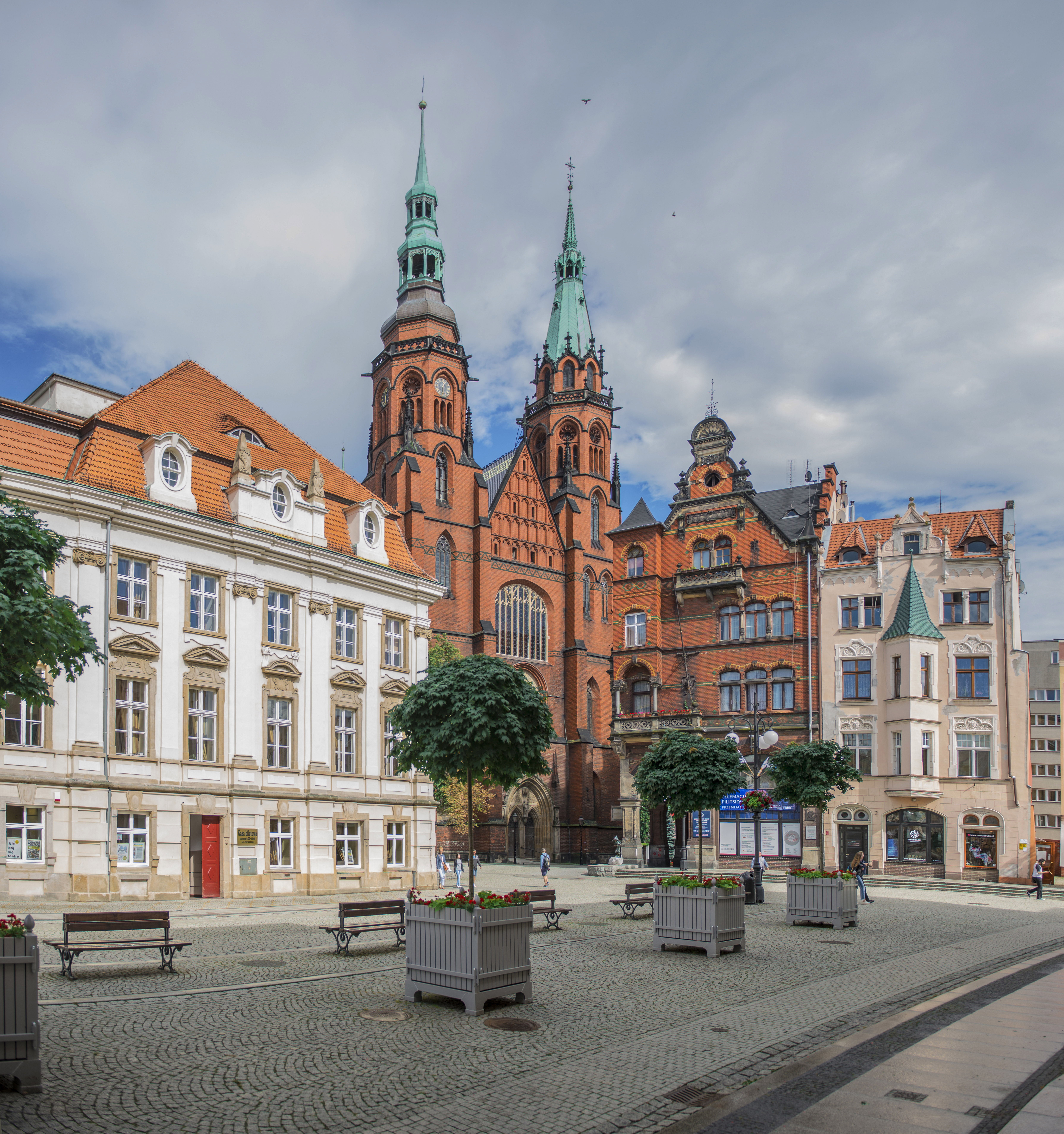
Церковь Св. Петра и Павла
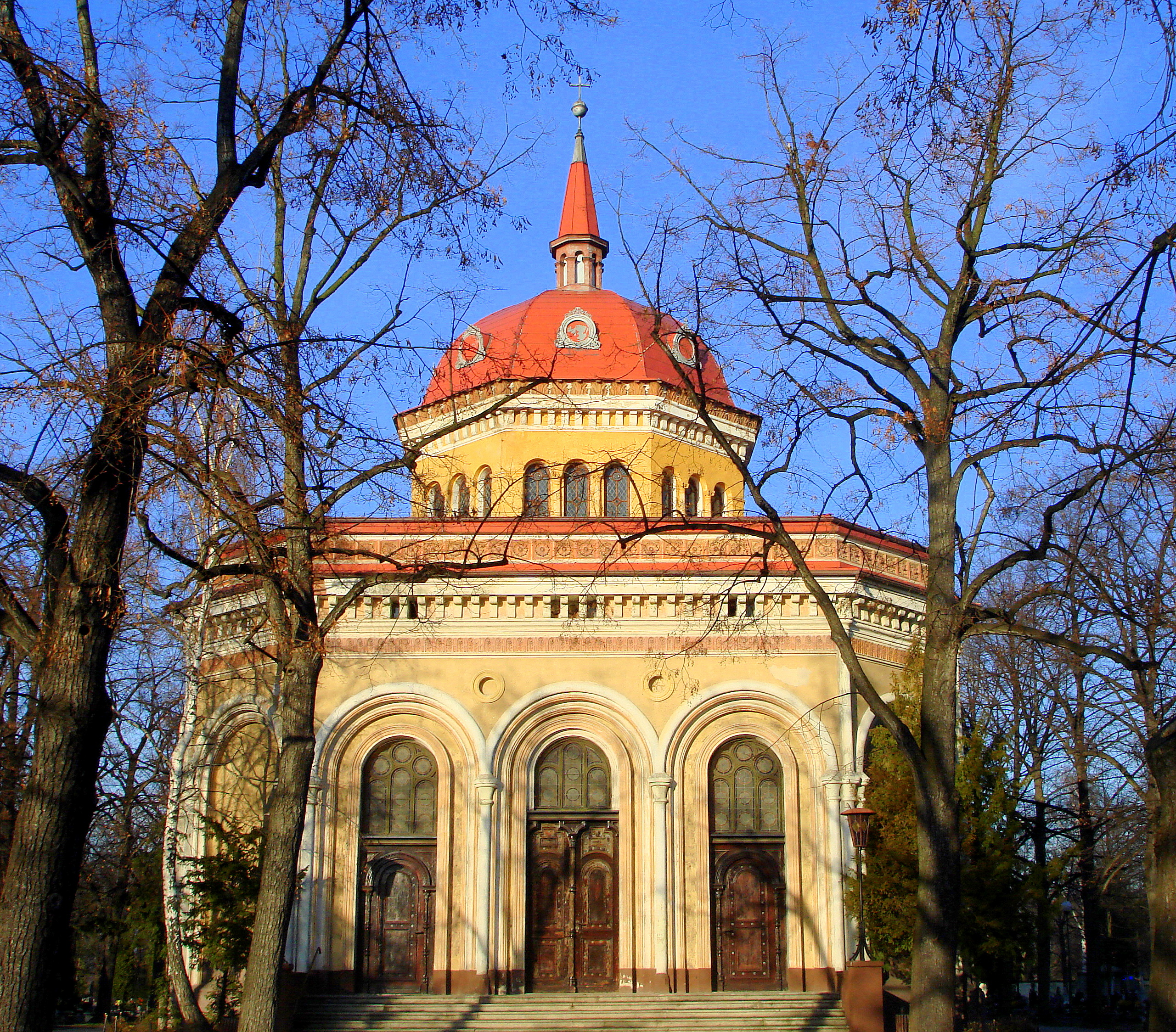
Мемориальная часовня